# Joko Widodo
Joko Widodo (født 21. juni 1961 i Surakarta, Jawa Tengah) er en indonesisk politiker for Partai Demokrasi Indonesia Perjuangan (PDI-P), der ved det indonesiske præsidentvalg 2014 den 22. juli 2014 blev valgt til Indonesiens præsident med tiltræden i embedet den 20. oktober 2014. Han er tidligere guvernør i Jakarta.
Widodo var tidligere fra 2005 til 2012 borgmester i hjembyen Surakartas og fra 2012 Jakartas guvernør.
Han er ofte omtalt under det sammentrukne navn Jokowi.
Ved præsidentvalget i 2014 blev har erklæret som vinder med over 53% af stemmerne. Modkandidaten var Prabowo Subianto, der trak sit kandaditur inden samtlige stemmer var talt op, idet Subinato bestred resultatet.
Widoko har ved flere lejligheder givet udtryk for at han er Heavy Metal fan.

## Eksterne links
- Wikimedia Commons har flere filer relateret til Joko Widodo

1. Majeed, Rushda. "The City With a Short Fuse." Arkiveret 6. oktober 2014 hos  Wayback Machine Foreign Policy. September 2012.

2. Majeed, Rushda. "Defusing a Volatile City, Igniting Reforms: Joko Widodo and Surakarta, Indonesia, 2005–2011." Innovations for Successful Societies. Princeton University. Juli 2012.